# Cabeza del Buey
Cabeza del Buey és un municipi de la província de Badajoz, a la comunitat autònoma d'Extremadura.

## Personatges il·lustres
- Diego Muñoz Torrero.